# Mimosa lanuginosa
Mimosa lanuginosa es una especie de arbusto en la familia de las fabáceas. Se encuentra en América.

## Distribución
Es originaria de Brasil donde se encuentra en  el Cerrado, distribuidas por Mato Grosso, Goiás y Distrito Federal.

## Taxonomía
Mimosa lanuginosa fue descrita por Arturo Eduardo Burkart  y publicado en Darwiniana 13(2–4): 379. 1964.
Sinonimia
- Mimosa lanuginosa Glaz.[3]